# ST13
ST13 (англ. Suppression of tumorigenicity 13 (colon carcinoma) (Hsp70 interacting protein)) – білок, який кодується однойменним геном, розташованим у людей на короткому плечі 22-ї хромосоми.  Довжина поліпептидного ланцюга білка становить 369 амінокислот, а молекулярна маса — 41 332.
| 10         |  | 20         |  | 30         |  | 40         |  | 50         |
| ---------- |  | ---------- |  | ---------- |  | ---------- |  | ---------- |
| MDPRKVNELR |  | AFVKMCKQDP |  | SVLHTEEMRF |  | LREWVESMGG |  | KVPPATQKAK |
| SEENTKEEKP |  | DSKKVEEDLK |  | ADEPSSEESD |  | LEIDKEGVIE |  | PDTDAPQEMG |
| DENAEITEEM |  | MDQANDKKVA |  | AIEALNDGEL |  | QKAIDLFTDA |  | IKLNPRLAIL |
| YAKRASVFVK |  | LQKPNAAIRD |  | CDRAIEINPD |  | SAQPYKWRGK |  | AHRLLGHWEE |
| AAHDLALACK |  | LDYDEDASAM |  | LKEVQPRAQK |  | IAEHRRKYER |  | KREEREIKER |
| IERVKKAREE |  | HERAQREEEA |  | RRQSGAQYGS |  | FPGGFPGGMP |  | GNFPGGMPGM |
| GGGMPGMAGM |  | PGLNEILSDP |  | EVLAAMQDPE |  | VMVAFQDVAQ |  | NPANMSKYQS |
| NPKVMNLISK |  | LSAKFGGQA  |  |            |  |            |  |            |

A: Аланін

C: Цистеїн

D: Аспарагінова кислота

E: Глутамінова кислота

F: Фенілаланін

G: Гліцин

H: Гістидин

I: Ізолейцин

K: Лізин

L: Лейцин

M: Метіонін

N: Аспарагін

P: Пролін

Q: Глутамін

R: Аргінін

S: Серин

T: Треонін

V: Валін

W: Триптофан

Кодований геном білок за функцією належить до шаперонів. 
Локалізований у цитоплазмі.